# Myopias lobosa
Myopias lobosa é uma espécie de formiga do gênero Myopias, pertencente à subfamília Ponerinae.